# Klein moskussentje
Het klein moskussentje (Humaria haemastigma) is een schimmel behorend tot de familie Pyronemataceae. Het leeft saprotroof, op levermossen op levermossen en mossen op humeuze bodem.

## Verspreiding
In Nederland is het klein moskussentje vrij zeldzaam. Hij staat op de rode lijst in de categorie 'Ernstig Bedreigd'.